# 151 أبوندانتيا
151 Abundantia هو كويكب من النوع أس يقع في حزام الكويكبات.الرئيسي وربما يتكون من المواد الكربونية.
وقد اكتشف في مرصد البحرية النمساوية من قبل الفلكي النمساوي يوهان بليسا في 1 نوفمبر 1875
في مدينة بولا

## اقرأ أيضا
- حزام الكويكبات
- كويكب من النوع أس

## وصلات خارجية
- Lightcurve Data for 51 Abundantia
- 151 أبوندانتيا في قاعدة بيانات مختبر الدفع النفاث لأجرام النظام الشمسي الصغيرة

- الاكتشاف · مخطط المدار ·  العناصر المدارية · المعلمات المادية